# Horseheads (Nowy Jork)
Horseheads – miasto w Stanach Zjednoczonych, w stanie Nowy Jork, w hrabstwie Chemung.